# Route nationale 621
Pour les articles homonymes, voir Route 621.
La route nationale 621 ou RN 621 était une route nationale française reliant Toulouse à Mazamet. À la suite de la réforme de 1972, le tronçon de Toulouse à Soual a été renommé RN 126 et celui de Soual à Mazamet a été déclassé en RD 621. Mais, par la suite,  conjointement à la mise en service de la rocade sud de Castres, la section de Labruguière à Mazamet a été renommée RN 112. Quant à la sortie ouest de Soual, à la suite de la mise en service de la déviation de cette localité, elle a été renumérotée en RN 2126 avant d'être déclassée en RD 926.

## Ancien tracé de Toulouse à Mazamet

### De Toulouse à Drémil-Lafage (M 826)
- Toulouse (km 0)
- Quint-Fonsegrives (km 7)
- Montauriol, commune de Drémil-Lafage (km 11)
- Drémil-Lafage (km 14)

### De Drémil-Lafage à Esclauzolles (D 826)
- Vallesvilles (km 18)
- La Cassagne, commune de Bourg-Saint-Bernard (km 20)
- Saussens (km 25)
- Les Quatre Coins, commune de Vendine (km 29)
- Esclauzolles, commune de Maurens-Scopont

### D'Esclauzolles à Soual (N 126 et D 926)
- Cuq-Toulza (km 39)
- Puylaurens (km 49)
- Plaisance, commune de Saint-Germain-des-Prés
- En Teste, commune de Saint-Germain-des-Prés
- Soual (km 59)

### De Soual à Labruguière (D 621)
- Viviers-lès-Montagnes (km 64)
- Labruguière (km 72)

### De Labruguière à Mazamet (N 112)
- Saint-Alby, commune d'Aiguefonde (traversée en tant que D 621)
- Aussillon (km 82)
- Mazamet (km 84)